# 坂口赤道
坂口 赤道（さかぐち せきどう、本名：坂口 直樹（さかぐち なおき）、1977年5月21日 - ）は、日本の書家、詩人。世界遺産広島県宮島観光大使（厳島）。シンガーソングライター、料理アドバイザーとしても活動する。

## 名義
書家としての雅号は坂口赤道、本名は坂口直樹、詩人としてのニックネームはぐっち。その時々の活動スタイルに応じて、3つの名前を使い分けていた。
雅号の坂口赤道という名は、地球儀上の赤道のように、熱き情熱の書家として、世界中を駆け巡れ、との思いを込めて、複数の書道家の先達に名づけられる。ぐっちというニックネームはメモリアルポエムを書く際によく用いられていたが、現在は詩人名も坂口赤道で統一している。なお、メモリアルポエムとは、坂口赤道本人が、命名漢字辞典などを、ほぼ暗記している特性を活かし、日本最速で、苗字から名前までの漢字を全て順に織り込みながら、感動の即興詩を、約2分で書き上げる、作品制作のことである。
その他、作詞家・シンガーソングライター・料理アドバイザーの活動の際は、本名の坂口直樹の名で活動している。

## 来歴
広島県庄原市出身。
同市 本小学校卒（現在は廃校）。
同市 庄原中学校卒。
同市 庄原格致高等学校卒。
広島酔心調理製菓専門学校卒。
両親の教育方針により、4歳から料理、5歳から書道、9歳から剣道を始め、現在も続けている。調理師専門学校時代から、ストリート詩人の先駆者として、広島県の繁華街にて、活動を開始し、全国を行脚。同時に始めたストリートミュージシャンとしても、多くのライブを主催。24歳で、活動拠点を横浜に移す。メモリアルポエムを、商標登録し、本格的に詩人として全国での活動を開始。
【近年の主な来歴】
題字制作：
- 題字：ひまわり(大仁田厚&矢口壹琅) CDアルバムジャケット（光の中へ ひまわり） ／ ボーダフォン式典（書作品贈呈） ／ 広島飲食情熱リーグ題字 ／ Hondaカレンダー（書画制作） ／ TEE (歌手)×坂口直樹（DON'T CRY HIROSHIMA) ／ 広島RCC　TVゴルフの花道ポスター（さらなる高みへ・真剣勝負）題字 ／ 三菱電機 WORLD CHALLENGE CUP 2017（書作品贈呈）／ サンフレッチェ広島×坂口赤道コラボレーションTシャツデザイン　／　令和元年世界文化遺産宮島歓迎横断幕題字揮毫　／　他

個展：
- 世界文化遺産宮島大聖院作品展「動」 ／ 大丸松坂屋百貨店京都店「100周年記念作品展」 ／ 登録有形文化財三楽莊作品展「楽」 ／国営備北丘陵公園20周年記念事業「書画と花装飾展」開催 ／世界文化遺産宮島 大聖院 (宮島)個展「みほとけの愛に触れる作品展」
- 2020 世界遺産　真言宗御室派総本山仁和寺「みほとけの愛に触れる書作展」他　多数

国内：
- 全国日本調理技能士会連合会Guestパフォーマンス ／ 原爆70年平和プロジェクト 原爆ドーム前（TEE×坂口直樹 唄と書の共演） ／ METoA Ginza「書」と「環境」 ／ 三菱電機 WORLD CHALLENGE CUP 2017 ／全国商業施設、展示会、パーティーでのGuestパフォーマンス多数 ／ 他

海外：
- Guest 書道パフォーマンス／イギリス ロンドン「Gastech 2012」／ドイツ ハノーバ「Gastech 2013」 ／アメリカ ヒューストン「Oil＆Gas 2013」／アメリカ サンフランシスコ「International Gift Fair 2014」／韓国 ソウル「Gastech 2014」／アメリカ ラスベガス「Solar 2014」
- 2015年度　シンガポール　アラブ首長国連邦 アブダビ　アメリカ ラスベガス　3ヵ国にて、ゲストパフォーマンス
- 2016年度　オーストラリア　アラブ首長国連邦 アブダビ　2ヵ国にて、ゲストパフォーマンス
- 2018年度　インドネシア　ジャカルタ　ゲストパフォーマンス
- 2019年度　マレーシア　クアラルンプール　ゲストパフォーマンス[2][3]

## 楽曲
坂口直樹 1stアルバム 空の青さと太陽を！ 2ndアルバム 唯我独唱（作詞及び作曲提供アーティスト：佐川由紀子・さとうのぶひこ・叶さき・他）

## 特技
剣道をこよなく愛しており、逆二刀流という、珍しい構えを得意とする。